# Hauteville-sur-Mer
 Hauteville-sur-Mer  es una población y comuna francesa, situada en la región de Baja Normandía, departamento de Mancha, en el distrito de Coutances y cantón de Montmartin-sur-Mer.

## Demografía
| 501 | 537 | 580 | 597 | 558 | 615 |
| Para los censos de 1962 a 1999 la población legal corresponde a la población sin duplicidades (Fuente: INSEE [Consultar]) |     |     |     |     |     |